# Iglasjön (Ölmevalla socken, Halland)
Iglasjön är en sjö i Kungsbacka kommun i Halland och ingår i Viskan-Rolfsåns kustområde. Sjön är 3,6 meter djup, har en yta på 0,02 kvadratkilometer och är belägen 75 meter över havet.